# Volva volva
Volva volva (nomeada, em inglês, shuttle Volva, shuttlecock Volva, shuttle shell ou spindle cowrie; em francês, ovule navette) é uma espécie de molusco gastrópode marinho pertencente à família Ovulidae. Foi classificada por Linnaeus em 1758; denominada Bulla volva, em sua obra Systema Naturae. É nativa do Indo-Pacífico; desde KwaZulu-Natal e Moçambique, na África Oriental até norte e leste da Austrália, Nova Caledônia, Melanésia, Taiwan e Japão; sendo a mais antiga das cinco espécies do gênero Volva.

## Descrição da concha e hábitos
Concha com laterais alongadas e inchada no meio (arredondada), de espiral convoluta (cuja última volta envolve e oculta as voltas anteriores); com suas longas extensões dianteiras e traseiras ocas e abertas, formando canais quando vistas por baixo, tornando-se extremamente finas nas suas extremidades. O lábio externo é espesso e liso, arredondado e sem apresentar dentículos; assim como sua columela. Superfície da concha sem perióstraco, ornamentada por rasas ranhuras em espiral. Abertura desprovida de opérculo, mais larga na área de seu canal sifonal. Possuem cores que vão do branco ao rosado ou alaranjado, podendo ter as extremidades tingidas de castanho, e chegam de 12 a até 14 centímetros de comprimento; mais raramente, em suas maiores dimensões, a pouco mais de 18 centímetros.

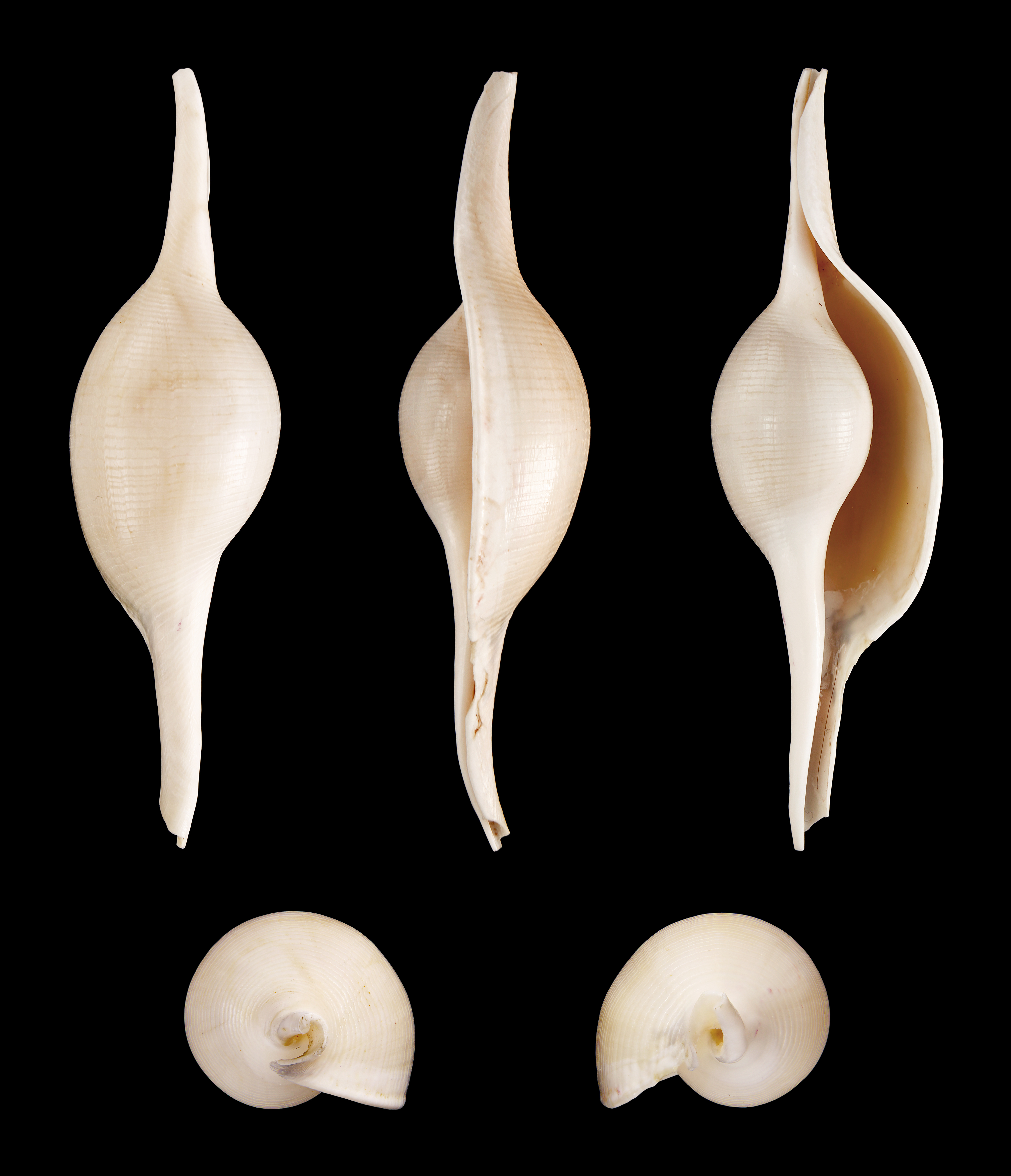
Cinco vistas da concha de Volva volva.

É encontrada em águas rasas da zona nerítica, até uma profundidade de 20 metros; na zona de arrecifes de coral, principalmente onde existam Octocorallia.

## Descrição do animal e distribuição geográfica
O animal de Volva volva é branco, com manchas castanhas de margem escurecida, mais ou menos extensas e concentradas, espalhadas; apresentando prolongamentos alongados, como dedos de pontas negras, saindo da região central de suas manchas. Normalmente o manto está totalmente estendido, escondendo completamente a sua concha.
Esta espécie ocorre no Indo-Pacífico; desde KwaZulu-Natal e Moçambique, na África Oriental até norte e leste da Austrália, Nova Caledônia, Melanésia, Taiwan e Japão; incluindo o Sudeste Asiático.

O Indo-Pacífico, área de distribuição de V. volva.

## Utilização deVolva volvapelo Homem
Estas conchas são coletadas principalmente por sua forma elegante, para venda aos turistas como souvenir.